# إريك مارتن (لاعب كرة قدم)
إريك مارتن (بالفرنسية: Éric Martin)‏ هو لاعب كرة قدم فرنسي، ولد في 29 أغسطس 1959 في فردان في فرنسا.

## وصلات خارجية
- إريك مارتن (لاعب كرة قدم) على موقع قاعدة بيانات كرة القدم.إي يو (الإنجليزية)
- إريك مارتن (لاعب كرة قدم) على موقع عالم كرة القدم.نت (الإنجليزية)